# Borgholms kommun
Borgholms kommun är en kommun i Kalmar län. Kommunen omfattar norra Öland. Centralort är Borgholm. 
Ön består av kalksten och inkluderar både raukar på områden med eroderad klintkust såväl som strandvallsområden. Turism likväl som handels-, hotell- och restaurangverksamhet dominerar det lokala näringslivet. 
Befolkningen ökade något fram till mitten av 1990-talet och har därefter minskat något. Efter valen under 2010-talet har kommunen haft växlande styren.

## Administrativ historik
Kommunens område motsvarar socknarna: Alböke, Bredsättra, Böda, Egby, Föra, Gärdslösa, Högby, Högsrum, Källa, Köping, Långlöt, Löt, Persnäs, Runsten och Räpplinge. I dessa socknar bildades vid kommunreformen 1862 landskommuner med motsvarande namn. I området fanns också sedan 1816 Borgholms stad som 1863 bildade en stadskommun.
Vid kommunreformen 1952 bildades storkommunerna Gärdslösa (av de tidigare kommunerna Gärdslösa,  Högsrum, Långlöt, Runsten och Räpplinge), Köpingsvik (av Alböke, Bredsätra, Egby, Föra, Köping och Löt) samt Ölands-Åkerbo (av Böda, Högby, Källa och Persnäs) medan Borgholms stad förblev oförändrad.   
År 1969 införlivades Köpingsviks och Gärdslösa landskommuner i staden.
Borgholms kommun bildades vid kommunreformen 1971 genom en ombildning av Borgholms stad. År 1974 införlivades Ölands-Åkerbo kommun.
Ett förslag till sammanläggning av de två kommunerna på Öland, med Mörbylånga kommun, till en Ölands kommun har diskuterats och fördes till en lokal folkomröstning år 2009. Resultatet blev negativt, nej-sidan segrade med 56% mot ja-sidans 41,1% räknat på hela Öland. I Borgholms kommun däremot segrade ja-sidan.
Kommunen ingick från bildandet till 1982 i Möre och Ölands domsaga och ingår sen dess i Kalmar domsaga.

## Geografi

### Topografi och hydrografi
Landskapet sluttar svagt mot öster, med högsta punkter kring Kalmarsund i väster, vilket kan härledas till kalkstenslagret som har samma lutning. Ovan kalkstenen ligger ett tunt täcke med jord. På södra sidan av Öland finns den egentliga alvarmarken, men det finns några sådana områden även i Borgholm. Områdets stränder inkluderar både raukar på områden med eroderad klintkust såväl som strandvallsområden. Bödabukten är det största området där det byggs upp strandvallar. Där finns också Bölinge backar som är ett stort bevuxet dynfält. Neptuni åkrar är ett klapperstensfält som bildats i samband med landhöjningen och beskrevs redan av Linné.
Nedan presenteras andelen av den totala ytan 2020 i kommunen jämfört med riket.
|  | Bebyggelse (7,3 %) |

|  | Skog (29,8 %) |

|  | Öppen myrmark (2,6 %) |

|  | Jordbruksmark (52,7 %) |

|  | Övrig mark (7,7 %) |

|  | Bebyggelse (3,1 %) |

|  | Skog (68,0 %) |

|  | Öppen myrmark (7,2 %) |

|  | Jordbruksmark (7,4 %) |

|  | Övrig mark (14,3 %) |

### Naturskydd
År 2022 fanns 41 naturreservat i Borgholms kommun. År 1935 tillkom naturreservatet Byrums raukar, vilket är Ölands enda raukfält. Böda ekopark ligger i kommunens nordöstra delar och inkluderar ett av öns mest välbesökta naturområden, reservatet Trollskogen. I reservatet finns ekar som är flera hundra år gamla, och där trivs hotade arter som ädelkronlav, vedspik och kort parasitspik. Därtill finns stora områden som är klassade som Natura 2000-områden.

### Administrativ indelning
Fram till 2016 var kommunen, för befolkningsrapportering, indelad I sex församlingar – Borgholm, Föra-Alböke-Löts, Gärdslösa, Långlöt och Runsten, Nordöland, Köpingsvik och Räpplinge-Högsrum.

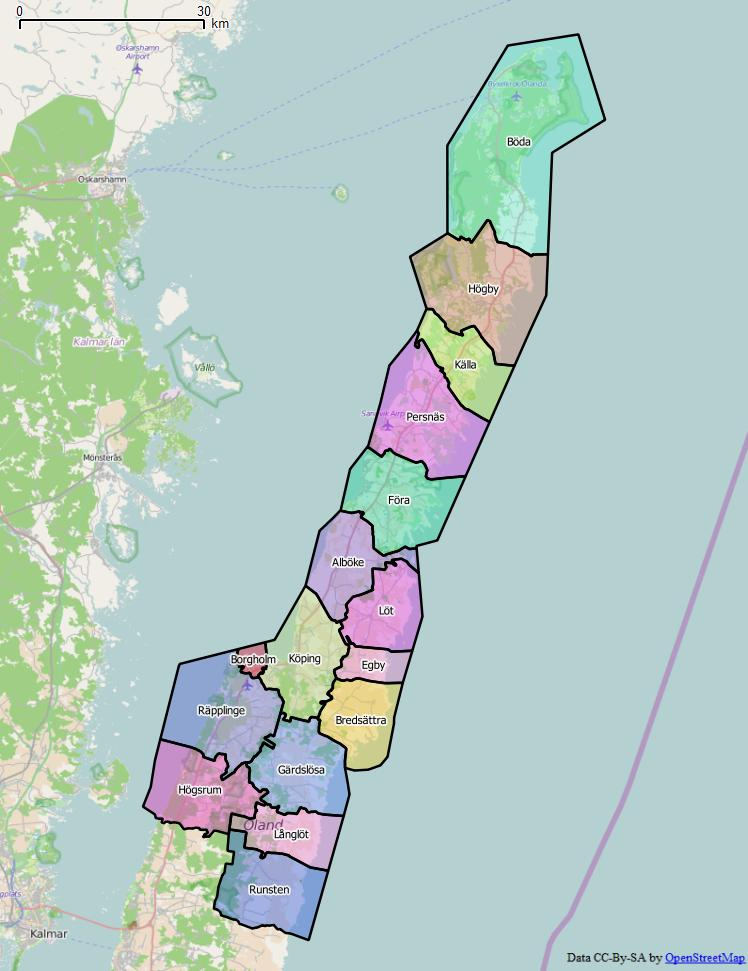
Distrikt inom Borgholms kommun

Från 2016 indelas kommunen istället i 16 distrikt – Alböke, Borgholm, Bredsättra, Böda, Egby, Föra, Gärdslösa, Högby, Högsrum, Källa, Köping, Långlöt, Löt, Persnäs, Runsten samt Räpplinge.

### Tätorter
År 2020 bodde 89,7 procent av kommunens invånare i någon av kommunens tätorter, vilket var lägre än motsvarande siffra för riket där genomsnittet var 87,6 procent. Vid Statistiska centralbyråns tätortsavgränsning 2020 fanns det fyra tätorter i Bornholms kommun:
| Tätort   | Befolkning |
| -------- | ---------- |
| Borgholm | 4 401      |
| Löttorp  | 576        |
| Rälla    | 412        |
| Böda     | 209        |

## Styre och politik

### Styre
Efter valet 2010 styrde Alliansen kommunen.
Under mandatperioden 2014 till 2018 styrdes kommunen av Framtid Öland tillsammans med Miljöpartiet, Socialdemokraterna och Vänsterpartiet. Efter valet 2018 ändrades detta och en mitten-vänsterkoalition bestående av Socialdemokraterna, Centerpartiet och Vänsterpartiet tog över makten. I valet 2022 ökade Socialdemokraterna med fyra mandat och styret fick förnyat förtroende.

### Kommunfullmäktige

#### Presidium
| Presidium 2022–2026    | Presidium 2022–2026 | Presidium 2022–2026 |
| ---------------------- | ------------------- | ------------------- |
| Ordförande             | S                   | Ann Nilsson         |
| Förste vice ordförande | M                   | Marie Konnberg      |
| Andre vice ordförande  | M                   | Anders Nyholm       |

#### Mandatfördelning 1970–2022
| 2 | 10 | 17 | 4 | 8 |

| 36 |

| 2 | 12 | 23 | 2 | 2 | 8 |

| 42 | 7 |

| 3 | 12 |  | 20 | 3 | 2 | 8 |

| 40 | 9 |

| 2 | 11 | 4 | 19 | 3 | 2 | 8 |

| 36 | 13 |

|  | 12 |  | 4 | 16 | 2 | 3 | 10 |

| 36 | 13 |

|  | 12 | 3 |  | 17 | 3 | 3 | 9 |

| 32 | 17 |

| 2 | 11 | 3 | 2 | 18 | 4 | 2 | 7 |

|  | 13 | 3 | 2 | 17 | 3 | 2 | 8 |

| 32 | 17 |

|  | 12 | 2 | 4 | 14 | 2 | 3 | 11 |

| 33 | 16 |

|  | 16 | 2 | 4 | 13 | 2 | 2 | 9 |

| 28 | 21 |

| 3 | 12 | 2 | 3 | 12 | 2 | 6 | 9 |

| 28 | 21 |

| 2 | 12 | 2 | 2 | 15 | 2 | 6 | 8 |

| 28 | 21 |

| 2 | 11 | 2 |  | 2 | 18 |  | 3 | 9 |

| 30 |  | 18 |

|  | 11 | 2 |  | 3 | 11 |  | 2 | 9 |

| 23 | 18 |

|  | 11 |  | 5 | 2 |  | 7 |  | 6 |

| 20 | 15 |

|  | 12 | 4 | 4 | 2 | 5 |  | 6 |

| 20 | 15 |

| 2 | 16 | 3 | 4 | 3 |  | 6 |

| 21 | 14 |

### Nämnder

#### Kommunstyrelse
| Presidium 2022–2026    | Presidium 2022–2026 | Presidium 2022–2026 |
| ---------------------- | ------------------- | ------------------- |
| Ordförande             | S                   | Ilko Corkovic       |
| Förste vice ordförande | C                   | Staffan Larsson     |
| Andre vice ordförande  | M                   | Carl Malgerud       |

#### Övriga nämnder
| Nämnd                      | Ordförande | Ordförande                | Förste vice ordförande | Förste vice ordförande | Andre vice ordförande | Andre vice ordförande |        |
| -------------------------- | ---------- | ------------------------- | ---------------------- | ---------------------- | --------------------- | --------------------- | ------ |
| Miljö- och byggnadsnämnden | S          | Lars Ljung                | C                      | Axel Andersson         | M                     | Marcel van Luijn      | [ 25 ] |
| Socialnämnden              | S          | Joel Schäfer              | C                      | Tomas Zander           | M                     | Eddie Forsman         | [ 27 ] |
| Utbildningsnämnden         | S          | Jeanette Sandström        | C                      | Linda Hedlund          | M                     | Björn Andreen         | [ 29 ] |
| Valnämnden                 | S          | Cecilia Laneborg Johnsson | C                      | Elisabeth Svensson     | M                     | Lenamarie Wikström    |        |

### Valresultat 2022
| Parti                            | Valdistrikt                     | Valdistrikt | Kommun  |
| Parti                            | Starkaste                       | Andel       | Andel   |
| -------------------------------- | ------------------------------- | ----------- | ------- |
| S                                | Borgholms 1                     | 53,59 %     | 43,33 % |
| M                                | Köping                          | 22,88 %     | 15,58 % |
| SD                               | Räpplinge-Högsrum               | 14,67 %     | 12,01 % |
| C                                | Alböke-Föra-Bredsättra-Egby-Löt | 15,66 %     | 9,31 %  |
| FÖL                              | Böda                            | 30,46 %     | 7,49 %  |
| V                                | Gärdslösa-Långlöt-Runsten       | 6,80 %      | 4,17 %  |
| KD                               | Källa-Persnäs                   | 8,60 %      | 4,14 %  |
| ÖP                               | Böda                            | 3,30 %      | 1,73 %  |
| L                                | Borgholms 2                     | 2,22 %      | 1,14 %  |
| MP                               | Böda                            | 1,65 %      | 0,77 %  |
| KrVP                             | Källa-Persnäs                   | 1,05 %      | 0,17 %  |
| Data hämtat från Valmyndigheten. |                                 |             |         |

Exklusive uppsamlingsdistrikt. Partier som fått mer än en procent av rösterna i minst ett valdistrikt redovisas.

### Internationella relationer
Kommunen samarbetar med sex av de största öarna i Östersjön genom B7 Baltic Islands Network, vilka utgörs av danska ön Bornholm, de svenska öarna Gotland och Öland, de estniska öarna Hiiumaa/Dagö och Saaremaa/Ösel, tyska ön Rügen samt finska ön Åland. Samarbetet har pågått sedan 1989 och sedan 1996 har gruppen bland annat arbetat med lobbying i Bryssel.
Kommunen har också fyra vänorter. Dessa är Korsnäs i Finland, Łeba i Polen, Rockford, USA och Zelenogradsk i Ryssland. Kommunen uppgav att "Samarbetet med vänorterna bygger i huvudsak på stort privat engagemang mellan kommuninvånare i Borgholm och invånare i våra respektive vänorter". Med anledning av Rysslands invasion av Ukraina 2022 frystes samarbetet med den ryska vänorten den 1 mars 2022.

## Ekonomi och infrastruktur

### Näringsliv
Jordbruket som inkluderar boskapsskötsel har under lång tid tillhört kommunens viktigaste näringar. I början av 2020-talet sysselsatte det omkring 12 procent av den förvärvsarbetande befolkningen. De tidigare viktiga näringarna med fiske och stenindustri har dock fått minskad betydelse. Omkring fem procent var sysselsatta inom tillverkningsindustrin som i huvudsak utgjordes av småföretagare inom livsmedels- och verkstadsindustrin. I stort var näringslivet inriktat på turism likväl som handels-, hotell- och restaurangverksamhet. Kommunen och regionen är andra stora arbetsgivare.

### Infrastruktur

#### Transporter
Från söder till norr går Länsväg 136. Längst upp i norr ligger Ölanda flygplats, en av tre flygplatser på Öland. Strax utanför Borgholm ligger även Borglanda flygfält, ett flygfält som används av flera klubbar och sektioner.

## Befolkning

### Demografi

#### Befolkningsutveckling
Kommunen har 10 653 invånare (31 mars 2025), vilket placerar den på 207:e plats avseende folkmängd bland Sveriges kommuner.
| Befolkningsutvecklingen i Borgholms kommun 1970–2020 | Befolkningsutvecklingen i Borgholms kommun 1970–2020 | Befolkningsutvecklingen i Borgholms kommun 1970–2020 | Befolkningsutvecklingen i Borgholms kommun 1970–2020 | Befolkningsutvecklingen i Borgholms kommun 1970–2020 |
| ---------------------------------------------------- | ---------------------------------------------------- | ---------------------------------------------------- | ---------------------------------------------------- | ---------------------------------------------------- |
|                                                      |                                                      |                                                      |                                                      |                                                      |
| År                                                   |                                                      |                                                      | Folkmängd                                            |                                                      |
| 1970                                                 | 1970                                                 |                                                      | 10 432                                               |                                                      |
| 1975                                                 | 1975                                                 |                                                      | 10 786                                               |                                                      |
| 1980                                                 | 1980                                                 |                                                      | 11 030                                               |                                                      |
| 1985                                                 | 1985                                                 |                                                      | 11 079                                               |                                                      |
| 1990                                                 | 1990                                                 |                                                      | 11 484                                               |                                                      |
| 1995                                                 | 1995                                                 |                                                      | 11 859                                               |                                                      |
| 2000                                                 | 2000                                                 |                                                      | 11 288                                               |                                                      |
| 2005                                                 | 2005                                                 |                                                      | 11 067                                               |                                                      |
| 2010                                                 | 2010                                                 |                                                      | 10 676                                               |                                                      |
| 2015                                                 | 2015                                                 |                                                      | 10 681                                               |                                                      |
| 2020                                                 | 2020                                                 |                                                      | 10 836                                               |                                                      |

#### Utländsk bakgrund
Den 31 december 2014 utgjorde antalet invånare med utländsk bakgrund (utrikes födda personer samt inrikes födda med två utrikes födda föräldrar) 977, eller 9,15 % av befolkningen (hela befolkningen: 10 681 den 31 december 2014). Den 31 december 2002 utgjorde antalet invånare med utländsk bakgrund enligt samma definition 592, eller 5,30 %.

#### Invånare efter de vanligaste födelseländerna
Den 31 december 2014 utgjorde folkmängden i Borgholms kommun 10 681 personer. Av dessa var 852 personer (8,0 %) födda i ett annat land än Sverige. I denna tabell har de nordiska länderna samt de 12 länder med flest antal utrikes födda (i hela riket) tagits med. En person som inte kommer från något av de här 17 länderna har istället av Statistiska centralbyrån förts till den världsdel som deras födelseland tillhör.
| Födelseland      | Födelseland                       | Födelseland |
| ---------------- | --------------------------------- | ----------- |
| 31 december 2014 |                                   |             |
| 1                | Sverige                           | 9 829       |
| 2                | Europeiska unionen: Övriga länder | 133         |
| 3                | Syrien                            | 93          |
| 4                | Tyskland                          | 89          |
| 5                | Finland                           | 78          |
| 6                | Asien: Övriga länder              | 77          |
| 7                | Afrika: Övriga länder             | 65          |
| 8                | Polen                             | 49          |
| 9                | Bosnien och Hercegovina           | 33          |
| 10               | Norge                             | 29          |
| 11               | Thailand                          | 27          |
| 12               | Afghanistan                       | 24          |
| 12               | Irak                              | 24          |
| 12               | Nordamerika                       | 24          |
| 15               | Danmark                           | 22          |
| 16               | Europa utom EU: Övriga länder     | 21          |
| 17               | Sydamerika                        | 18          |
| 18               | / SFR Jugoslavien/FR Jugoslavien  | 17          |
| 19               | Island                            | 8           |
| 19               | Kina                              | 8           |
| 21               | Iran                              | 5           |
| 21               | Oceanien                          | 5           |
| 23               | Sovjetunionen                     | 2           |
| 24               | Okänt födelseland                 | 1           |
| 25               | Somalia                           | 0           |
| 25               | Turkiet                           | 0           |

## Kultur

### Kulturarv
År 2022 fanns 3058 fornlämningar, med ursprung från kommunen, registrerade hos Riksantikvarieämbetet. I synnerhet är området kring centralorten rikt på fornlämningar. En av dessa är Borgholms slottsruin, som 2021 hade omkring 85 000 besökare. Ruinen är även skyddad som byggnadsminne. Totalt fanns 22 byggnadsminnen i kommunen i början av 2020-talet. Dessutom fanns sex skyddade kulturmiljöer – Rosendal, Södra Greda, Bruddesta sjöbodplan, Jordhamns skurverk, Borgholms stadsmuseum och Persnäs fattigstuga.

### Kommunvapen
Blasonering: I blått fält en av en vågskura bildad stam och däröver en borg, allt av silver; portar och fönster blå.
Borgholm blev stad 1816 och fick sitt vapen 1877. Efter kommunbildningen registrerades vapnet, något moderniserat, i PRV år 1982.